# Falah Hassan
Falah Hassan (arabiska: فلاح حسن), född 1950, är en irakisk före detta internationell fotbollsspelare. Han var en del av Iraks gyllene lag på 1970-talet och anses vara en av Iraks största spelare genom tiderna.
Hassan var kapten för al-Zawraas fotbollslag i Bagdad. Han har även varit förbundskapten för Iraks fotbollslandslag, bland annat under Olympiska sommarspelen 1980. Tre år senare lämnade han landslaget och överfördes från al-Zawraa till al-Shabab.
Ordförande för det administrativa organet för Al-Zawraa Sports Club i Bagdad, Irak.